# لويس فيليبي مادرايغال
لويس فيليبي مادرايغال هو سياسي مكسيكي، ولد في 19 أغسطس 1948 في Huimanguillo ‏ في المكسيك. نشط حزبياً في الحزب الثوري المؤسساتي. وقد انتخب عضو مجلس النواب المكسيك ‏.